# Deux jours, une nuit
Deux jours, une nuit is een Belgisch-Frans-Italiaans sociaal-realistische film uit 2014. De regie lag in handen van de Belgische broers Luc en Jean-Pierre Dardenne. De film werd genomineerd voor een Gouden Palm, maar verloor die van de Turkse film Kış uykusu (winterslaap).

## Verhaal
De film vertelt het verhaal van Sandra, een Waalse werkneemster (net uit een zware depressie) die in een zonnepanelenbedrijf werkt en ontslagen wordt na een stemming onder haar collega's. Die konden immers kiezen tussen een bonus van 1000 euro of het blijven van Sandra in het bedrijf, maar omdat de stemmingen vervalst zouden zijn, wordt er de volgende maandag een nieuwe stemming gehouden. Haar man Manu overtuigt haar bij haar collega's langs te gaan om hen te overtuigen hun bonus af te staan. Als er negen van de zestien dat doen mag ze blijven werken. Uiteindelijk zullen er op de stemming maar acht mensen hun bonus willen afstaan, maar haar baas beslist dat ze toch mag blijven en dat haar collega's de bonus krijgen, maar dan zal het contract van een tijdelijke werknemer niet verlengd worden. Daarom weigert Sandra dit en gaat ze op zoek naar nieuw werk. Door haar verhaal heeft ze een enorm zelfvertrouwen gekregen, iets waar ze voordien nood aan had.

## Rolverdeling
| Acteur                | Personage         |
| --------------------- | ----------------- |
| Marion Cotillard      | Sandra Bya        |
| Fabrizio Rongione     | Manu Totti        |
| Catherine Salée       | Juliette          |
| Batiste Sornin        | Dumont            |
| Pili Groyne           | Estelle Totti     |
| Simon Caudry          | Maxime Totti      |
| Lara Persain          | Vrouw van Willy   |
| Alain Eloy            | Willy             |
| Myriem Akeddiou       | Mireille          |
| Fabienne Sciascia     | Nadine            |
| Anette Niro           | Nanna             |
| Rania Mellouli        | Dochter van Timur |
| Christelle Delbrouck  | Barvrouw          |
| Timur Magomedgadzhiev | Timur             |
| Hassaba Halibi        | Vrouw van Hicham  |

## Productie

### Scenario
Het scenario van de film werd tien jaar voor de film uitkwam al geschreven door de broers, maar ze vonden het toen niet goed. Luc Dardenne in Agenda: Het verhaal was er, maar we waren er niet echt tevreden over. Toen we het opnieuw van onder het stof haalden en bewerkten, is het personage van Manu erbij gekomen, de man van Sandra. Meteen viel alles op zijn plaats..

### De film
Eind februari 2013 werd bekendgemaakt dat de gebroeders Dardenne een film zouden maken met Marion Cotillard. Meestal werken de gebroeders niet met bekende acteurs of actrices, maar met Cotillard, die al samenwerkte met regisseurs als Christopher Nolan, Woody Allen, Michael Mann, Jacques Audiard, James Gray en die in 2007 een Oscar won voor haar rol in La Môme, brachten ze daar verandering in. Eind juni 2013 begonnen de opnames. De film werd grotendeels opgenomen in Seraing, waar de meeste films van de broers zich afspelen.

## Ontvangst
De film kreeg goede recensies uit zowel binnen- als buitenland. Zowat elk bekend filmblad en filmsite gaf de film goede recensies. 
Enkel de Britse website Cine-Vue.com was iets minder enthousiast. Deux jours, une nuit is goed gemaakt en Cotillard en de rest van de cast doen hun werk zeker goed, maar het optimisme is wanhopig. Sowieso niet het beste werk van de Dardennes. Misschien moeten ze eens buiten hun comfortzone dwalen, klinkt het. 
Time Out Magazine weersprak de mening van Cine-Vue.com: De tocht langs de 16 collega’s zou zo makkelijk monotoon kunnen worden. Maar in de handen van de Dardennes laat het repetitieve – de constant herhaalde vraag ‘wil je voor me stemmen?’ – dezelfde situatie vanuit een nieuw perspectief zien. Verder was ook Little White Lies enthousiast: Het geniale aan deze film – volgens ons de beste van de broers – is de manier waarop vooroordelen voortdurend ondermijnd worden. Net wanneer je denkt dat het probeert te beleren, een kant te kiezen of een punt te maken, volgt er een draai en ben je terug bij af. (…) Hun waakzaamheid als filmmakers is verbazingwekkend. Deze film is een mirakel, klinkt het daar. Ook in Vlaanderen werd de film goed ontvangen. Dave Mestdach, een van de strengste Vlaamse recensenten, beoordeelde de film in de vijfsterrencategorie.

## Prijzen en eerbetoon
De film werd goed onthaald in Cannes. De film kreeg een lang applaus en een staande ovatie van het publiek. Door al die positieve reactie dacht iedereen dat de gebroeders Dardenne na Rosetta en L'enfant een derde Gouden Palm zouden winnen (dan hadden ze het record van meeste Gouden Palmen verbroken van Francis Ford Coppola, Alf Sjöberg, Bille August, Emir Kusturica, Shohei Imamura en Michael Haneke, die de trofee tweemaal wonnen). Ook werd gedacht dat Cotillard de prijs voor Beste Actrice zou winnen, maar noch de film, noch Cotillard wonnen er een. Die eer van beste film ging naar Kış uykusu (Winterslaap) van Nuri Bilge Ceylan en van beste actrice naar Julianne Moore in Maps to the Stars van David Cronenberg. Wel gingen de broers naar huis met de prijs van de Oecumenische Jury voor hun gehele oeuvre.
In 2014 ontvingen de regisseurs de André Cavensprijs voor de film, naast de Magritte voor beste film 2014 en de Magritte voor beste regisseur 2014 voor de broers Dardenne.
De film werd geselecteerd als Belgische inzending voor de Oscars 2015 in de categorie "Beste niet-Engelstalige film".